# Argentijns kampioenschap wielrennen op de weg
Het Argentijns kampioenschap wielrennen voor Elite is een jaarlijkse wielerwedstrijd in Argentinië voor renners met Argentijnse nationaliteit van 23 jaar en ouder en/of lid van een professioneel wielerteam. Er wordt gereden voor de nationale titel.

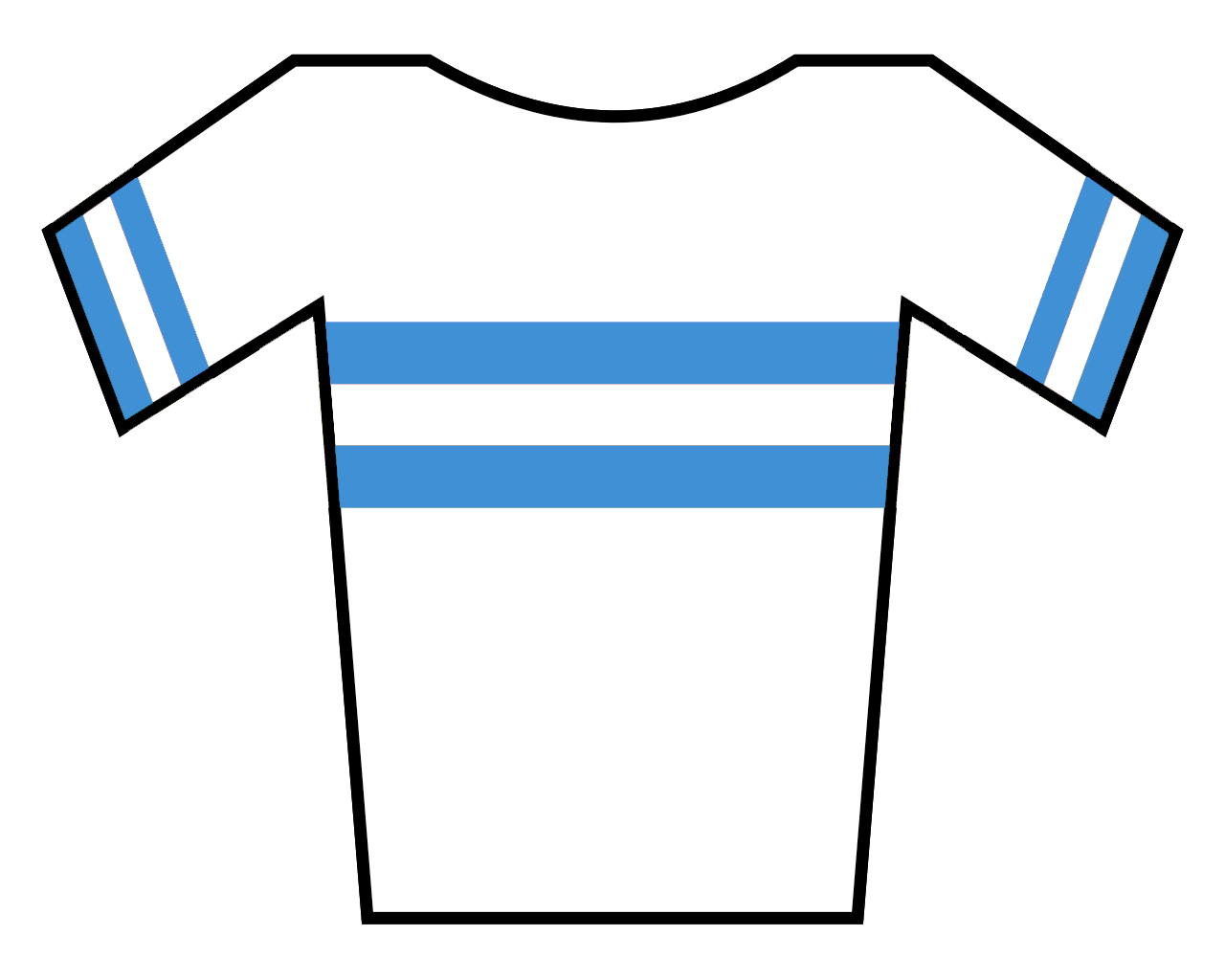
De Argentijnse kampioenentrui

## Mannen

### Wegwedstrijd
| Jaar | Goud                          | Zilver            | Brons                 |
| ---- | ----------------------------- | ----------------- | --------------------- |
| 1912 | Manuel Fernández              |                   |                       |
| 1913 | Manuel Fernández              |                   |                       |
| 1914 | Manuel Fernández              |                   |                       |
| 1915 | Eugenio Delage                |                   |                       |
| 1916 | José Guzzo                    |                   |                       |
| 1917 | Antonio de Loma               |                   |                       |
| 1918 | Antonio de Loma               |                   |                       |
| 1919 | Antonio de Loma               |                   |                       |
| 1920 | Antonio Secchi                |                   |                       |
| 1921 | José Guzzo                    |                   |                       |
| 1922 | José Zampichiatti             |                   |                       |
| 1923 | José Zampichiatti             |                   |                       |
| 1924 | Antonio de Loma               |                   |                       |
| 1925 | Luis Meyer                    |                   |                       |
| 1926 | Cosme Saavedra                |                   |                       |
| 1927 | Luis Meyer                    |                   |                       |
| 1928 | Francisco Bonvehi             |                   |                       |
| 1929 | Francisco Rodríguez           |                   |                       |
| 1930 | Francisco Rodríguez           |                   |                       |
| 1931 | Cosme Saavedra                |                   |                       |
| 1932 | Fernando Scaglia              |                   |                       |
| 1933 | Cosme Saavedra                |                   |                       |
| 1934 | Alfredo Maturana              |                   |                       |
| 1935 | Mario Mathieu                 |                   |                       |
| 1936 | Manuel Abregú                 |                   |                       |
| 1937 | Mario Mathieu                 |                   |                       |
| 1938 | Mario Mathieu                 |                   |                       |
| 1939 | Enrique Molina                |                   |                       |
| 1940 | José Cechet                   |                   |                       |
| 1941 | Antonio Bertola               |                   |                       |
| 1942 | Mario Mathieu                 |                   |                       |
| 1943 | Antonio Bertola               |                   |                       |
| 1944 | Julio Alba                    |                   |                       |
| 1945 | Julio Alba                    |                   |                       |
| 1946 | Julio Alba                    |                   |                       |
| 1947 | Julio Alba                    |                   |                       |
| 1948 | Ceferino Peroné               |                   |                       |
| 1949 | Pedro Salas                   |                   |                       |
| 1950 | Miguel Sevillano              |                   |                       |
| 1951 | Saúl Crispín                  |                   |                       |
| 1952 | Pedro Salas                   |                   |                       |
| 1953 | Oscar Pezoa                   |                   |                       |
| 1954 | Alberto Ferreyra              |                   |                       |
| 1955 | Duilio Biganzoli              |                   |                       |
| 1956 | Duilio Biganzoli              |                   |                       |
| 1957 | Héctor Acosta                 |                   |                       |
| 1958 | Pedro Salas                   |                   |                       |
| 1959 | Ernesto Contreras             |                   |                       |
| 1960 | Santos Liendo                 |                   |                       |
| 1961 | Ricardo Santo Senn            |                   |                       |
| 1962 | José Fernández                |                   |                       |
| 1963 | Duilio Biganzoli              |                   |                       |
| 1964 | Ricardo Santo Senn            |                   |                       |
| 1965 | Ricardo Santo Senn            |                   |                       |
| 1966 | Carlos Álvarez                |                   |                       |
| 1967 | Ismael Morán                  |                   |                       |
| 1968 | Antonio Dalleve               |                   |                       |
| 1969 | Carlos Escudero               |                   |                       |
| 1970 | Ernesto Contreras             |                   |                       |
| 1971 | Ernesto Contreras             |                   |                       |
| 1972 | Raúl Labbate                  |                   |                       |
| 1973 | Marcelo Chancay               |                   |                       |
| 1974 | Moisés Carrizo                |                   |                       |
| 1975 | Oswaldo Frossasco             |                   |                       |
| 1976 | Osvaldo Benvenutti            |                   |                       |
| 1977 | Oswaldo Frossasco             |                   |                       |
| 1978 | Moisés Carrizo                |                   |                       |
| 1979 | Oswaldo Frossasco             |                   |                       |
| 1980 | Oswaldo Frossasco             |                   |                       |
| 1981 | Pedro Omar Caino              |                   |                       |
| 1982 | Juan C. Haedo                 |                   |                       |
| 1983 | Eduardo Trillini              |                   |                       |
| 1984 | Jorge Galíndez                |                   |                       |
| 1985 | Gabriel Curuchet              |                   |                       |
| 1986 | Pablo Costa                   |                   |                       |
| 1987 | Jorge Sebastía                |                   |                       |
| 1988 | Luis Moyano                   |                   |                       |
| 1989 | Alejandro Beldorati           |                   |                       |
| 1990 | Claudio Iannone               |                   |                       |
| 1991 | Carlos Pérez                  |                   |                       |
| 1992 | Fabio Placánica               |                   |                       |
| 1993 | Ángel Serrano                 |                   |                       |
| 1994 | Hugo Pratissoli               |                   |                       |
| 1995 | Héctor Palavecino             |                   |                       |
| 1996 | Rubén Pegorín                 |                   |                       |
| 1997 | Jorge Giacinti                | Matías Médici     |                       |
| 1998 | Fabián Tapia                  |                   |                       |
| 1999 | Jorge Giacinti                |                   |                       |
| 2000 | Gabriel Curuchet              | Adrian Gariboldi  | Andrés Palavecino     |
| 2001 | Guillermo Brunetta            | Edgardo Simón     | Gastón Corsaro        |
| 2002 | Luis Moyano                   | Daniel Capella    | Juan Alves            |
| 2003 | Javier Gómez                  | Oswaldo Frossasco | Juan Aguirre          |
| 2004 | Ángel Darío Colla             | Mario Giménez     | Pedro Prieto          |
| 2005 | Gustavo Toledo                | Aníbal Borrajo    | César Sigura          |
| 2006 | Armando Borrajo               | César Sigura      | Gastón Corsaro        |
| 2007 | Raúl Turano                   | Alejandro Borrajo | Gerardo Fernández     |
| 2008 | Gerardo Fernández             | Claudio Flores    | Edgardo Simón         |
| 2009 | Facundo Bazzi                 | Ricardo Escuela   | Niet toegekend        |
| 2010 | Jorge Pi                      | Leandro Messineo  | Pedro González        |
| 2011 | Emanuel Saldaño               | Luciano Montivero | Juan Manuel Aguirre   |
| 2012 | Juan Pablo Dotti              | Darío Díaz        | Ricardo Escuela       |
| 2013 | Gabriel Juárez                | Franco Lopardo    | Juan Melivilo         |
| 2014 | Daniel Díaz                   | Jorge Giacinti    | Gabriel Juárez        |
| 2015 | Daniel Juárez                 | Lionel Biondo     | Maximiliano Navarrete |
| 2016 | Mauro Abel Richeze            | Adrián Richeze    | Julián Gaday          |
| 2017 | Gonzalo Najar                 | Gabriel Richard   | Juan Melivilo         |
| 2018 | Rubén Ramos                   | Jorge Giacinti    | Lucas Gaday           |
| 2019 | Maximiliano Richeze           | Nicolás Naranjo   | Héctor Lucero         |
| 2021 | Pablo Brun                    | Sergio Fredes     | Nicolás Naranjo       |
| 2022 | Emiliano Contreras            | Lucas Gaday       | Nicolás Tivani        |
| 2023 | Alejandro Duran Sergio Fredes | Juan Pablo Dotti  | Leonardo Cobarrubia   |
| 2024 | Daniel Omar Juárez            | Leandro Velardez  | Diego Valenzuela      |
| 2025 | Leonardo Cobarrubia           | Nicolás Tivani    | Omar Salim Azzem      |